# Kaala Patthar
Pour plus de détails, voir Fiche technique et Distribution.
Kaala Patthar (काला पत्थर) est un action indien en langue hindi de 1979 produit et réalisé par Yash Chopra, avec un scénario écrit par Salim–Javed. Basée sur Désastre de la mine de Chasnala, il s'agit de la quatrième collaboration entre le réalisateur Chopra et les acteurs Shashi Kapoor et Amitabh Bachchan, succédant aux films Deewaar (1975), Kabhie Kabhie (1976) et Trishul (1978). 

## Synopsis
Vijay Pal Singh, ancien capitaine de la marine marchande, est déshonoré après avoir abandonné son navire en perdition, mettant en danger la vie de plus de 300 passagers. Honteux et rejeté par la société, il se réfugie dans les mines de charbon. Là, il rencontre Ravi Malhotra, un ingénieur responsable de la sécurité des mines, et Mangal Singh, un prisonnier évadé travaillant clandestinement. Le propriétaire des mines, Dhanraj Puri, néglige la sécurité des travailleurs, mettant leur vie en péril.
Lorsque les eaux souterraines menacent d'inonder la mine, Vijay, Ravi et Mangal unissent leurs forces pour sauver leurs camarades. Au cours de cette épreuve, Mangal se sacrifie pour permettre aux autres de s'échapper. Le film se termine sur une note de solidarité et de sacrifice, mettant en lumière les luttes des travailleurs face à l'exploitation.

## Fiche technique
- Titre original : Kaala Patthar
- Titre en hindi : काला पत्थर
- Langue : Hindi
- Réalisation : Yash Chopra
- Sociétés de production : Yash Raj Films
- Pays :  Inde
- Dates de sortie : 9 aout 1979

## Distribution
| Acteur           | Personnage      | Remarques                                                              |
| ---------------- | --------------- | ---------------------------------------------------------------------- |
| Shashi Kapoor    | Ravi Malhotra   | Ingénieur des mines de charbon                                         |
| Amitabh Bachchan | Vijay Pal Singh | Ancien capitaine de la marine marchande / ouvrier des mines de charbon |
| Rakhee Gulzar    | Sudha Sen       | Docteur                                                                |
| Shatrughan Sinha | Mangal Singh    | Prisonnier en fuite, ouvrier des mines de charbon                      |
| Parveen Babi     | Anita           | Journaliste de presse/photographe                                      |
| Neetu Singh      | Channo          | Vendeur de bracelets                                                   |
| Sanjeev Kumar    | Docteur Mathur  | Apparition d'un invité                                                 |
| Poonam Dhillon   |                 | Apparition d'un invité                                                 |
| Prem Chopra      | Dhanraj Puri    | Propriétaire de mine de charbon                                        |
| Parikshit Sahni  | Jagga           | chauffeur de camion                                                    |
| Yunus Parvez     | Maneklal Saxena | ingénieur en chief                                                     |
| Manmohan Krishna |                 | Propriétaire de Dhaba                                                  |
| Vikas Anand      | Ram Singh       | Superviseur                                                            |
| Mac Mohan        | Rana            | Travailleurs des mines de charbon                                      |
| Sharat Saxena    | Dhanna          | Travailleurs des mines de charbon                                      |
| Mohan Sherry     | Shankar         | Travailleurs des mines de charbon                                      |
| Satyendra Kapoor | Raghunath       | Travailleurs des mines de charbon                                      |
| Gita Siddharth   | Mme Raghunath   |                                                                        |
| Romesh Sharma    | Vikram          |                                                                        |
| Madan Puri       |                 | Le père de Vikram                                                      |
| Iftekhar         | M. Singh        | Militaire à la retraite/père de Vijay                                  |
| Sudha Chopra     | Mme Singh       |                                                                        |
| Jagdish Raj      |                 | Inspecteur de police                                                   |
| Suresh Oberoi    |                 | Officiers de marine                                                    |
| Gautam Sarin     |                 |                                                                        |
| Madhu Malhotra   |                 | Fille dans la rivière (Chanson : Ik Raasta Hai Zindagi)                |